# Нищенка (приток Москвы)
Ни́щенка (Гравороновка, Граворна) — река на востоке города Москвы, левый приток реки Москвы, третий по длине приток Москвы внутри МКАД. Длина реки — 12,4 км. Площадь водосборного бассейна — 70 км². В основном заключена в коллекторы.
Среди малых рек Москвы принимает наибольшее количество притоков: Пономарка, Хохловка, Коломенка (в других источниках Коломенка указывается как наименование Нищенки в верхнем течении), Угрешский, Карачаровский, Дангауровский и Перовский ручьи (последний упоминается также как левый исток Нищенки).

## История
Упоминаются две версии происхождения названия. Первая — в связи с маловодностью (река «нищая», то есть «скудная»). Вторая — в связи с тем, что в её верховьях, где прощались с родными ссыльные, которых гнали на каторгу по Владимирскому тракту, собиралось много нищих.
На берегах реки существовали деревни и посёлки: Хохловка, Грайвороново, Садки (позже Чесменка и Текстильщики), Печатниково (Кутузово). Нищенку стали заключать в коллекторы после Великой Отечественной войны, начиная с верховьев. Строительство коллекторов было завершено в 1969 году. Последний участок коллекторов был проложен в середине 1980-х годов от ул. Грайвороновская дом 9 стр. 9 до станции «Новопролетарская» подъездной железнодорожной ветки.

## Современное описание
Река берёт начало вблизи болота в юго-западной части Измайловского парка, недалеко от Главной аллеи, и протекает в открытом русле на запад до промзоны у станции Лефортово, где уходит в коллектор, поворачивающий в южном направлении, пересекающий шоссе Энтузиастов (в этом месте труба двухметровая) и далее следующий вдоль путей Малого кольца МЖД по территории завода «Нефтепродукт».
Река выходит на поверхность вблизи парка Перово-4 станции Перово и далее ещё неоднократно протекает в коротких коллекторах: под путями Перово-4, под путями главного хода Казанского направления МЖД, под улицей Пруд Ключики, под 5-й Кабельной улицей, под Горьковским ходом МЖД, под насыпью бывшей соединительной ветки МК МЖД, под Нижегородской улицей и заводскими постройками вблизи неё. В районе Нижней Хохловки река окончательно уходит в большой коллектор, продолжающийся до устья. Устье реки — ниже Перервинской плотины. В устье реки — два пруда-отстойника.

## Экология
Нищенка упоминается как самая загрязнённая река Москвы. В частности, отмечается превышение содержания нефтепродуктов, хлоридов и др. Река используется для сплава снега, который убирается с прилегающих территорий.